# Tohoku (região)

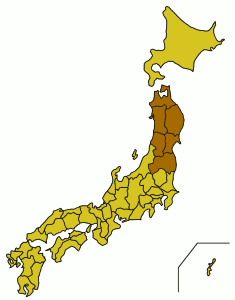
Região de Tohoku, Japão

A região de Tohoku (東北地方, Tōhoku-chihō), cujo nome significa, em japonês, "nordeste", é a Região Nordeste, ou Nordeste do Japão, consistindo na porção nordeste de Honshu, a maior ilha do Japão. Esta região tradicional é formada por seis prefeituras (em japonês, ken): Akita, Aomori, Fukushima, Iwate, Miyagi e Yamagata.
Tohoku mantém uma reputação como uma região remota, cênica e de um clima severo. No século XX, o turismo se tornou uma grande indústria na região de Tohoku.

## História
Tohoku, tal como grande parte do Japão, é montanhoso e de relevo irregular. As primeiras povoações instalaram-se na região entre os séculos VII e IX d.C., bastante depois de a cultura japonesa se ter estabelecido no centro e no sudoeste do Japão.
Último reduto do povo Ainu de Honshu e local de muitas batalhas, Tohoku tem a reputação de local remoto e hostil, oferencendo uma paisagem deslumbrante, mas com um clima muito áspero. Tohoku foi imortalizado pelo poeta haiku Matsuo Bashô na sua obra Oku no Hosomichi ("O estreito caminho através do norte profundo" — traduzido em Portugal por "O Estreito caminho", e editado pela Assírio e Alvim, em conjunto com "O Gosto Solitário do Orvalho", na versão de Jorge Sousa Braga).

## Geografia

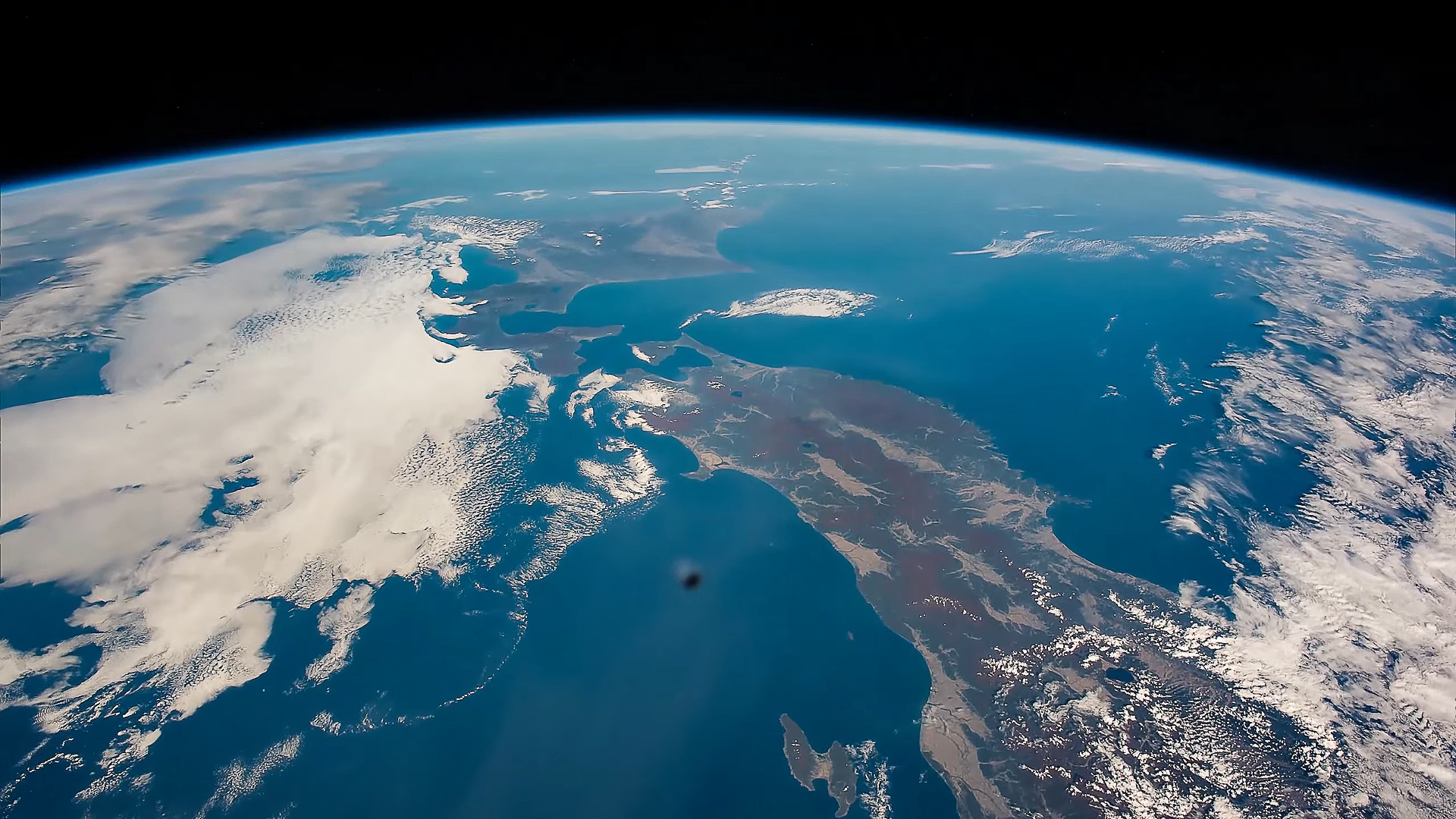
A região de Tōhoku e Hokkaido vista do espaço sideral

### Prefeituras e Cidades
A região de Tohoku é constituída de seis prefeituras e 68 cidades:
- Prefeitura de Akita: Akita (capital), Daisen, Honjo, Kazuno, Noshiro, Oga, Odate, Omagari, Yokote, Yuzawa
- Prefeitura de Aomori: Aomori (capital), Goshogawara, Hachinohe, Hirosaki, Kuroishi, Misawa, Mutsu, Towada, Tsugaru
- Prefeitura de Fukushima: Aizuwakamatsu, Fukushima (capital), Haramachi, Iwaki, Kitakata, Koriyama, Nihonmatsu, Shirakawa, Soma, Sukagawa
- Prefeitura de Iwate: Esashi, Hanamaki, Ichinoseki, Kamaishi, Kitakami, Kuji, Miyako, Mizusawa, Morioka (capital), Ninohe, Ofunato, Rikuzentakata, Tono
- Prefeitura de Miyagi: Furukawa, Higashimatsushima, Ishinomaki, Iwanuma, Kakuda, Kesennuma, Kurihara, Natori, Sendai (capital), Shiogama, Shiroishi, Tagajo, Tome
- Prefeitura de Yamagata: Higashine, Kaminoyama, Murayama, Nagai, Nan'yo, Obanazawa, Sagae, Sakata, Shinjo, Tendo, Tsuruoka, Yamagata (capital), Yonezawa

## Economia
Ainda que, na década de 1960, se tenham desenvolvido na região indústrias metalúrgicas, cimenteiras, químicas, de pasta de papel e refinarias de petróleo, Tohoku é mais conhecida por ser o "celeiro" do Japão, já que fornece grande parte dos produtos agrícolas (principalmente arroz) consumidos pelo mercado de Sendai e de Tóquio–Yokohama. É responsável por cerca de 20% da produção de arroz do país. O clima permite, contudo, apenas uma colheita de arroz por ano.
A localização no interior das terras de menor altitude e uma costa que não favorece o desenvolvimento portuário obrigam a região a ficar dependente dos meios de comunicação terrestre (incluindo caminhos de ferro). As partes mais baixas da cordilheira central permitem uma comunicação razoável entre as duas vertentes, em termos de facilidade de transporte.

### Turismo
O turismo é também uma actividade económica de relevo. Destacam-se como pontos principais de interesse:
- Hirosaki
- as ilhas da Baía de Matsushima
- o lago Towada
- o vale do rio Oirase
- o lago Tazawa
- Kakunodate
- o Parque nacional costeiro de Rikuchu
- o Parque nacional de Bandai-Asahi
- a costa de Sanriku
- Morioka
- Hiraizumi
- Aizu
- o Monte Bandai
- as  Três Montanhas de Dewa